# Кац, Эван
Эван Кац (англ. Evan Katz) — сценарист и продюсер телевидения. Он известен по своей работе в качестве исполнительного продюсера телевизионного хита «24 часа».

## Карьера
Кац является исполнительным продюсером телевизионного хита «24 часа», который шёл по телеканалу Fox Network с 2001 по 2010 гг. До своей работы над «24 часами», он был создателем, сценаристом и исполнительным продюсером американского научно-фантастического комедийного телесериала «Охотники за нечистью», который вышел в эфир с двумя сезонами на канале UPN с апреля 2001 года по февраль 2002 года. В мае 2010 года, Кац был назначен в качестве шоураннера и исполнительного продюсера сериала NBC «Событие».

## Награды
Он выиграл премию «Эмми» в 2006 году за лучший драматический сериал (за «24 часа») и был номинирован на две дополнительные премии «Эмми». Также за «24 часа», он выиграл премию Гильдии сценаристов США за лучший сценарий в эпизоде драматического сериала за эпизод второго сезона "Day 2: 7:00 p.m. - 8:00 p.m."

## Влияния
Кац является фанатом австралийской рок-группы «The Go-Betweens». Он назвал корпорацию Макленнан-Форстер, указанную в четвёртом сезоне «24 часов», в честь центральных членов группы, Роберта Форстера и Гранта Макленнана.

## Образование и личная жизнь
Он является выпускником Уэслианского университета и Университета Южной Калифорнии. Его жена, Лиза Миллер Кац, был директором по подбору актёров к сериалу «Все любят Рэймонда».